# Glerá
Il fiume Glerá (traducibile in Fiume di vetro) nasce nella regione nord dell'Islanda chiamata Norðurland eystra, dalle pendici delle montagne Tröllaskagi, e attraversa la città di Akureyri, nella provincia di Eyjafjarðarsýsla, per poi sfociare nel fiordo Eyjafjörður, nel Mar di Groenlandia, nell'estremo nord dell'isola.
Il fiume ebbe un ruolo fondamentale nel periodo della rivoluzione industriale, per lo sviluppo della città, per via della costruzione di una imponente diga e relativa centrale idroelettrica per la produzione di energia necessaria alle industrie della zona; dell'impianto del ventesimo secolo ora rimane solo più la diga, mentre fu edificata una nuova centrale, della potenza di 290 kW inaugurata il 27 agosto 2005, giorno dell'anniversario dei cento anni dal primo impianto idroelettrico in Islanda.

## Curiosità
Il corso del fiume nei secoli passati serviva come linea di confine tra il villaggio di Glerá (la zona più popolare) dal vecchio impianto della città di Akureyri(la zona più ricca): le due realità furono unificate sotto un unico municipio all'inizio del ventesimo secolo; attualmente la riva sinistra del fiume dove aveva sede il vecchio villaggio, ora diventato il quartiere Glerárhverfi, ospita 7000 dei 17.000 abitanti della città.